# 法典流
法典流（ほうてんりゅう）とは、武術の流派。

## 概要
山で修行する修行僧、修験者の武術を元に生まれた武術である。そのため山野で稽古したり、滝に打たれて修行を行うなど、独特の技術体系を持つ。様々な武器を使う綜合武術でもある。
武士でなく寺社の僧侶や神官を中心に伝授されてきた歴史を持つ。また武術の奥義は書の心に通じるとして、書も重視している。

## 歴史
法典流の流祖は慶長年間（戦国末期）の武士である滝澤美濃守法典である。法典は橘氏の子孫と伝えられ、柳生石舟斎とも剣友であったという。法典は仕官を嫌い、木曽山中の御岳神社に籠って滝に打たれたり、書物を読むといった修行を開始した。その後、当時修行僧や修験者に伝わっていた神伝秘術や受瀧法、瀧止め、雨垂れ斬りの秘法、玄羽の法を学び、更に御岳行者に伝わる御岳神陰の古剣を元に練心剣を編み出し、遂に法典流を開いたという。
その後、流派は寺社を中心に広められた。法典流の遣い手たちは遊行僧として各地を巡り、才能のありそうな者に教授していったという。継承者は代々「法典」を名乗っている。

## 技術
稽古は山野で行われ、武器や稽古道具も自然の中にある木や竹、革などで自作する。
独自の武器術を持っており、古剣（剣術）の他に杖、分銅、長秤、棒鎖、鎖鎌、鉄扇等を学ぶ。中でも鉄扇術は「斑鳩作法」と呼ばれ、極意とされる。独自の練功法も伝えており、受瀧法や瀧止めの法、雨垂れ斬りの秘法、玄羽の法が伝わっている。